# Théo Pellenard
Théo Pellenard, né le 4 mars 1994 à Lille, est un footballeur français. Il évolue au poste de défenseur au Stade lavallois.

## Biographie

### Carrière en clubs

#### Jeunesse
Théo Pellenard commence le football à l'US Pradetane entre 2000 et 2006. Il s'engage ensuite avec le Hyères FC (2006-2008) et l'UA Valettoise (2008-2009). Il termine son parcours junior au sein des Girondins de Bordeaux (2009-2013).

#### Girondins de Bordeaux
Il joue un match en Ligue Europa avec les Girondins de Bordeaux lors de la saison 2013-2014.

#### Angers SCO
Le 31 janvier 2019, Théo Pellenard quitte Bordeaux pour s'engager avec Angers jusqu'en 2020. À six mois de la fin de son contrat, les Girondins le laissent partir libre en contrepartie d'un pourcentage sur une future revente. Il dispute son premier match avec le SCO le 10 mars sur la pelouse de Montpellier (28e journée, 2-2). Il débute titulaire les cinq dernières rencontres de championnat, apparaissant ainsi à 6 reprises sous le maillot angevin lors de la deuxième partie de saison 2018-2019.
Doublure de Rayan Aït-Nouri et en concurrence avec Souleyman Doumbia, son temps de jeu n'évolue pas positivement la saison suivante. Alors que le championnat est arrêté après 28 journées à cause de la pandémie de Covid-19, il ne compte que huit apparitions à son actif, pour quatre titularisations.

#### Valenciennes FC
Libre de tout contrat, il s'engage pour une saison avec Valenciennes le 28 octobre 2020. Il vient y renforcer le flanc gauche de la défense, seulement assuré par Aly Abeid. Titulaire à seulement sept reprises en Ligue 2 lors de la saison 2020-2021, il rejoint l'AJ Auxerre le 15 juin 2021.

#### AJ Auxerre

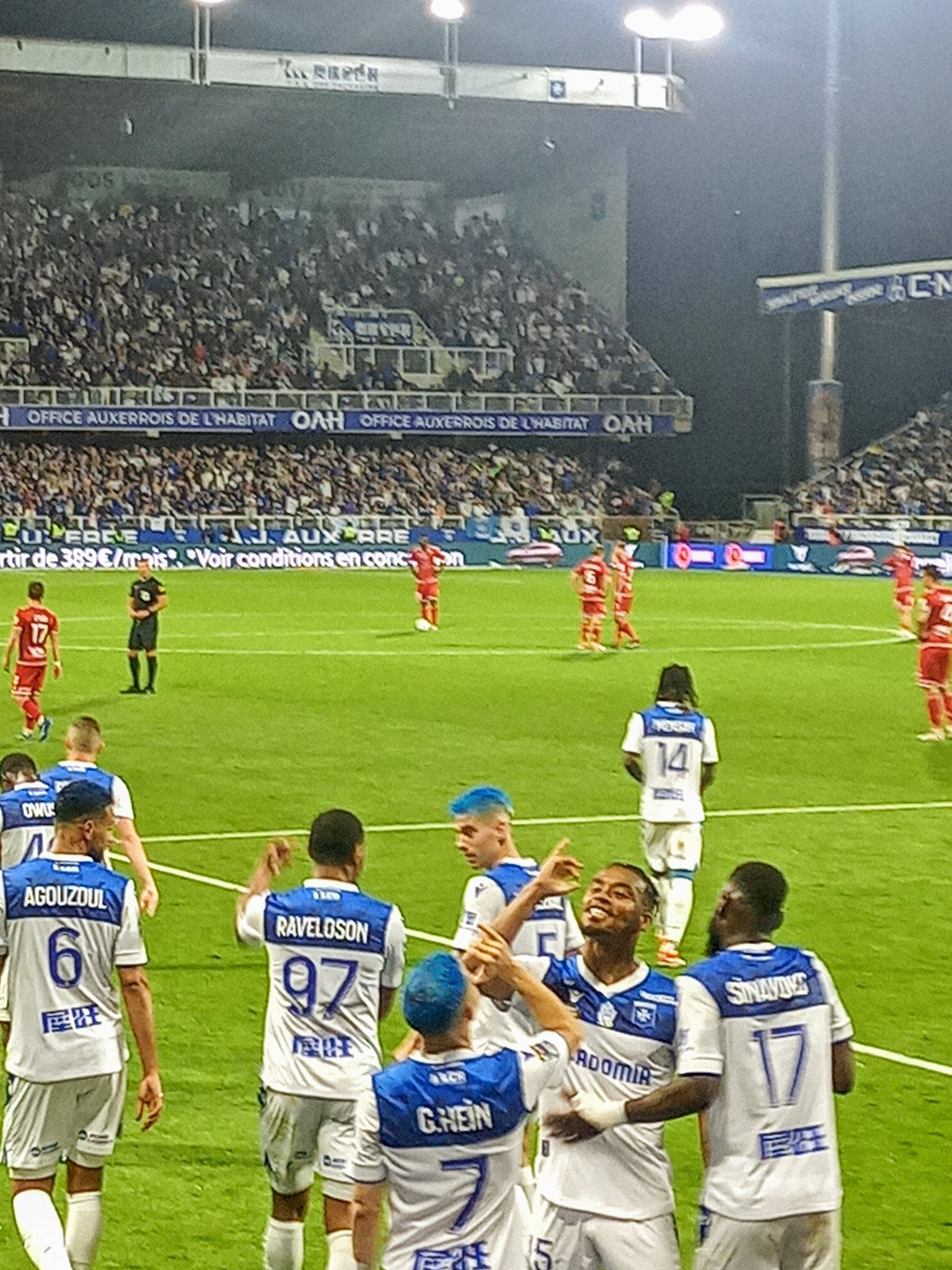
Théo Pellenard et ses coéquipiers de l'AJ Auxerre le 17 mai 2024 lors de leur sacre de champion de France de L2

Le 15 juin 2021, il paraphe son contrat pour une saison plus une en option. Il s'impose rapidement comme un titulaire indiscutable (élu joueur du mois d’octobre du club) et voit son contrat prolongé jusqu’en 2024. Le 29 mai 2022, il est promu en Ligue 1 avec l’AJA et voit son contrat s'étendre d'une année supplémentaire, jusqu'en 2025.
Le 1er août 2022, à une semaine de la reprise en Ligue 1, il se blesse gravement au genou et sera absent entre 6 et 8 mois.
Il retrouve les terrains le 9 avril 2023, 7 mois après sa blessure, avec son équipe sur le terrain d'Ajaccio.
Il est champion de France de deuxième division avec l'Aj Auxerre en 2024, en ayant joué un rôle majeur de titulaire tout au long de la saison.Lui et son club retrouve la Ligue 1 pour la saison 2024-2025, un an après l'avoir quitté.
Stade Lavallois MFC
Le 16 janvier 2025 sa signature au Stade lavallois MFC est officialisée. 

### Carrière en sélection
Théo Pellenard reçoit sa première sélection en équipe de France des moins de 20 ans, le 23 mai 2014, lors d'un match amical contre la Chine (score : 1-1).

## Statistiques
| Saison                | Club                  | Championnat           | Championnat | Championnat | Championnat | Coupe nationale | Coupe nationale | Coupe nationale | Coupe de la Ligue | Coupe de la Ligue | Coupe de la Ligue | Compétition(s) continentale(s) | Compétition(s) continentale(s) | Compétition(s) continentale(s) | Compétition(s) continentale(s) | Total | Total | Total |
| Saison                | Club                  | Division              | M.          | B.          | P.d.        | M.              | B.              | P.d.            | M.                | B.                | P.d.              | Comp.                          | M.                             | B.                             | P.d.                           | M.    | B.    | P.d.  |
| 2013-2014             | Girondins de Bordeaux | Ligue 1               | 3           | 0           | 0           | -               | -               | -               | -                 | -                 | -                 | C3                             | 1                              | 0                              | 0                              | 4     | 0     | 0     |
| 2014-2015             | Girondins de Bordeaux | Ligue 1               | -           | -           | -           | -               | -               | -               | -                 | -                 | -                 | -                              | -                              | -                              | -                              | 0     | 0     | 0     |
| 2016-2017             | Girondins de Bordeaux | Ligue 1               | 6           | 0           | 0           | 2               | 0               | 0               | 1                 | 0                 | 0                 | -                              | -                              | -                              | -                              | 9     | 0     | 0     |
| 2017-2018             | Girondins de Bordeaux | Ligue 1               | 19          | 0           | 1           | 1               | 0               | 0               | 1                 | 0                 | 0                 | C3                             | -                              | -                              | -                              | 21    | 0     | 1     |
| Sous-total            | Sous-total            | Sous-total            | 28          | 2           | 1           | 3               | 0               | 0               | 2                 | 0                 | 0                 | -                              | 1                              | 0                              | 0                              | 34    | 2     | 1     |
| 2015-2016             | Paris FC (prêt)       | Ligue 2               | 20          | 1           | 0           | 1               | 0               | 0               | -                 | -                 | -                 | -                              | -                              | -                              | -                              | 21    | 1     | 0     |
| 2018-2019             | Angers SCO            | Ligue 1               | 6           | 0           | 0           | -               | -               | -               | -                 | -                 | -                 | -                              | -                              | -                              | -                              | 6     | 0     | 0     |
| 2019-2020             | Angers SCO            | Ligue 1               | 8           | 0           | 0           | 2               | 0               | 1               | 1                 | 0                 | 0                 | -                              | -                              | -                              | -                              | 11    | 0     | 1     |
| Sous-total            | Sous-total            | Sous-total            | 14          | 0           | 0           | 2               | 0               | 1               | 1                 | 0                 | 0                 | -                              | -                              | -                              | -                              | 17    | 0     | 1     |
| 2020-2021             | Valenciennes FC       | Ligue 2               | 15          | 0           | 1           | 1               | 0               | 0               | -                 | -                 | -                 | -                              | -                              | -                              | -                              | 16    | 0     | 1     |
| 2021-2022             | AJ Auxerre            | Ligue 2               | 34+2        | 1           | 0           | 1               | 0               | 0               | -                 | -                 | -                 | -                              | -                              | -                              | -                              | 37    | 1     | 0     |
| 2022-2023             | AJ Auxerre            | Ligue 1               | 2           | 0           | 0           | -               | -               | -               | -                 | -                 | -                 | -                              | -                              | -                              | -                              | 2     | 0     | 0     |
| 2023-2024             | AJ Auxerre            | Ligue 2               | 34          | 0           | 2           | 1               | 0               | 0               | -                 | -                 | -                 | -                              | -                              | -                              | -                              | 35    | 0     | 2     |
| 2024-2025             | AJ Auxerre            | Ligue 1               | 2           | 0           | 0           | -               | -               | -               | -                 | -                 | -                 | -                              | -                              | -                              | -                              | 2     | 0     | 0     |
| Sous-total            | Sous-total            | Sous-total            | 74          | 1           | 2           | 2               | 0               | 0               | -                 | -                 | -                 | -                              | -                              | -                              | -                              | 76    | 1     | 2     |
| 2024-2025             | Stade lavallois       | Ligue 2               | 15          | 0           | 0           | -               | -               | -               | -                 | -                 | -                 | -                              | -                              | -                              | -                              | 15    | 0     | 0     |
| 2025-2026             | Stade lavallois       | Ligue 2               | 1           | 0           | 0           | -               | -               | -               | -                 | -                 | -                 | -                              | -                              | -                              | -                              | 1     | 0     | 0     |
| Total sur la carrière | Total sur la carrière | Total sur la carrière | 167         | 2           | 4           | 9               | 0               | 1               | 3                 | 0                 | 0                 | -                              | 1                              | 0                              | 0                              | 180   | 2     | 5     |

## Palmarès
Girondins de Bordeaux
- Vainqueur de la Coupe Gambardella en 2013

 AJ Auxerre
- Championnat de France de Ligue 2
  - Champion :  2024